# Eilema squalida
Eilema squalida is een vlinder uit de familie spinneruilen (Erebidae), onderfamilie beervlinders (Arctiinae). De wetenschappelijke naam van de soort is voor het eerst geldig gepubliceerd in 1862 door Guenée.
Deze nachtvlinder komt voor in tropisch Afrika.